# چهارقلوی رابرت
چهارقلوی رابرت (انگلیسی: Robert's Quartet)، یک گروه کهکشان به هم فشرده‌است که حدوداً ۱۶۰ میلیون سال نوری با زمین فاصله داشته و در حال برخورد و ادغام هستند. این گروه کهکشانی در صورت فلکی سیمرغ واقع شده و شامل خانواده‌ای با چهار کهکشان بسیار متفاوت است. این چهارقلو شامل ان‌جی‌سی ۸۷، ان‌جی‌سی ۸۸، ان‌جی‌سی ۸۹ و ان‌جی‌سی ۹۲ بوده و در دهه ۱۸۳۰ توسط جان هرشل کشف شد. ان‌جی‌سی ۱۰۱ نیز عضو آزادانه این گروه است.

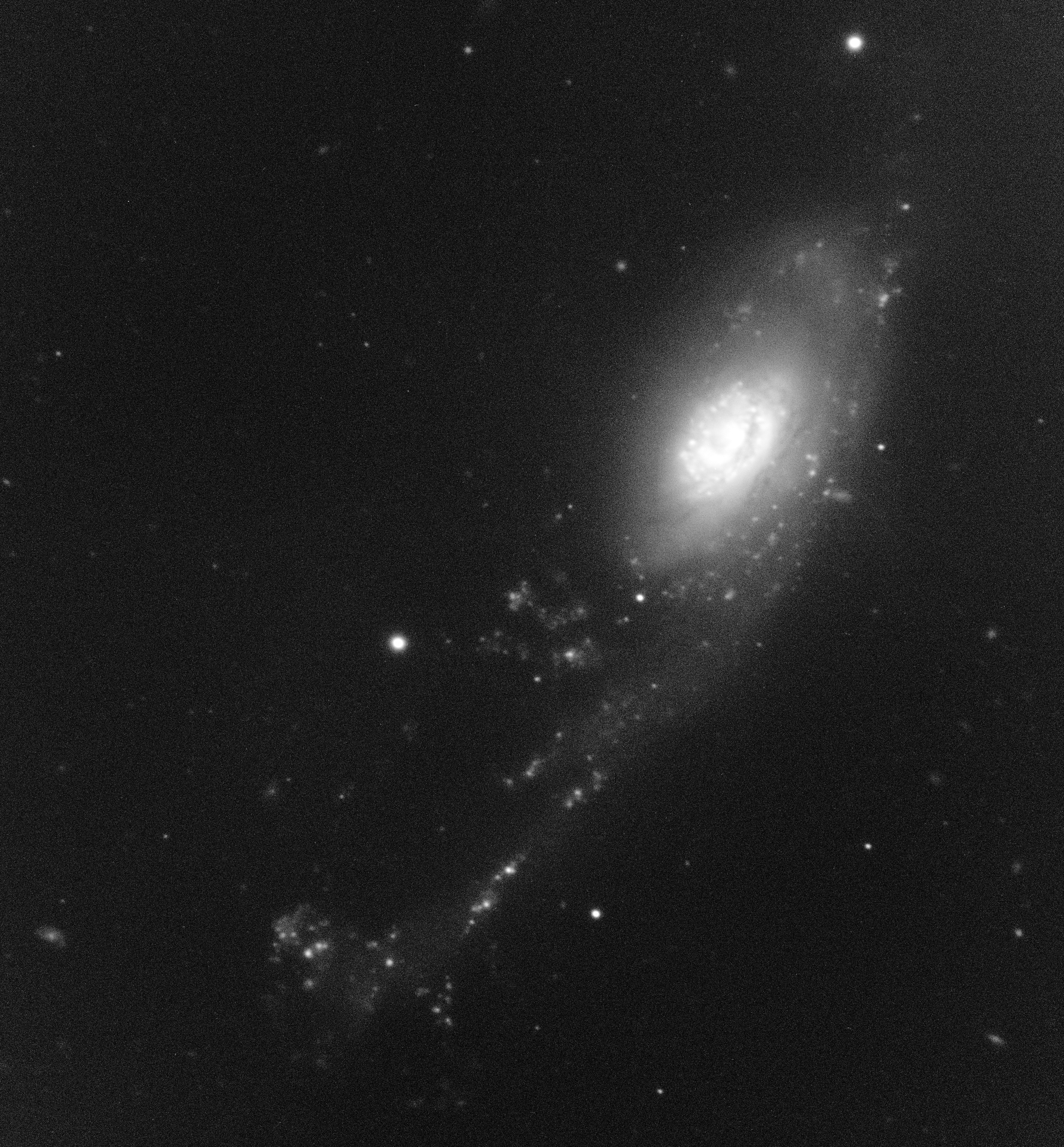
بزرگترین عضو گروه کهکشانی چهارقلوی رابرت ان‌جی‌سی ۹۲ است. این کهکشان یک کهکشان مارپیچی بوده و دارای ظاهری نامتعارف است.

این چهارقلو یکی از بهترین نمونه‌های گروه‌های کهکشانی به هم فشرده‌است. چرا که چنین گروهایی حاوی چهار تا هشت کهکشان در منطقه‌ای بسیار کوچک بوده و برای انجام مطالعات علمی در مورد تعامل کهکشان‌ها و تأثیر آن‌ها به ویژه بر تشکیل ستارگان عالی هستند. قدر ظاهری این مجموعه، تقریباً ۱۳ بوده و درخشان‌ترین عضو آن نیز دارای قدر ظاهری ۱۴ است. چهار کهکشان این گروه در آسمان، در دایره‌ای به شعاع ۱٬۶ دقیقه قوسی قرار دارند که متناظر ۷۵٬۰۰۰ سال نوری است. این چهارقلو توسط هالتون آرپ و بری اف. مادور نامگذاری شده‌است.

## اعضاء
| نام        | نوع          | فاصله از خورشید (سال نوری) | قدر ظاهری |
| ---------- | ------------ | -------------------------- | --------- |
| ان‌جی‌سی ۸۷  | IBm pec.     | ۱۵۵                        | +۱۴٫۵     |
| ان‌جی‌سی ۸۸  | SB(rs)a pec. | ۱۵۶                        | +۱۵٫۲۱    |
| ان‌جی‌سی ۸۹  | SB0(s)a pec. | ۱۴۹                        | +۱۴٫۵۷    |
| ان‌جی‌سی ۹۲  | SAa pec.     | ۱۴۶                        | +۱۴٫۲۹    |
| ان‌جی‌سی ۱۰۱ | Sc           | ۱۵۴                        | +۱۳٫۴۶    |